# Soe Tidhar
Soe Tidhar (ur. 17 lipca 1998) – birmańska zapaśniczka w stylu wolnym.
Brązowa medalistka igrzysk Azji Południowo-Wschodniej w 2013 roku.